# Xysticus pseudocristatus
Xysticus pseudocristatus is een spinnensoort uit de familie van de krabspinnen (Thomisidae).
De wetenschappelijke naam van de soort werd in 2001 gepubliceerd door Galina Nikolaevna Azarkina en Dmitri Viktorovich Logunov.
De soort komt voor van de Pamir, Himalaya en Tibet tot Novosibirsk in het noorden en het midden van Mongolië in het oosten.